# Oberbergischer Dom

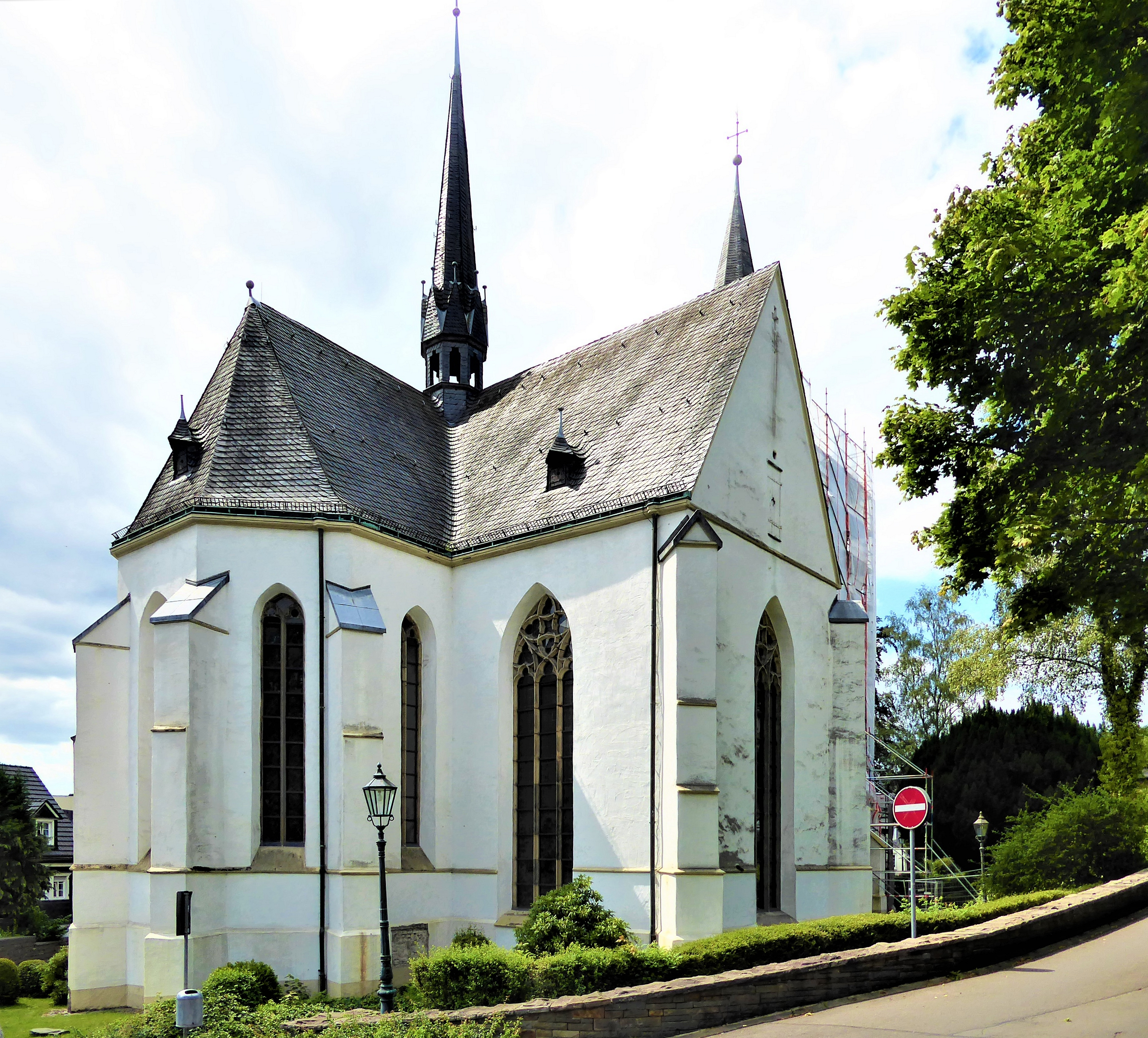
Der „Oberbergische Dom“ zu Gummersbach (2020)

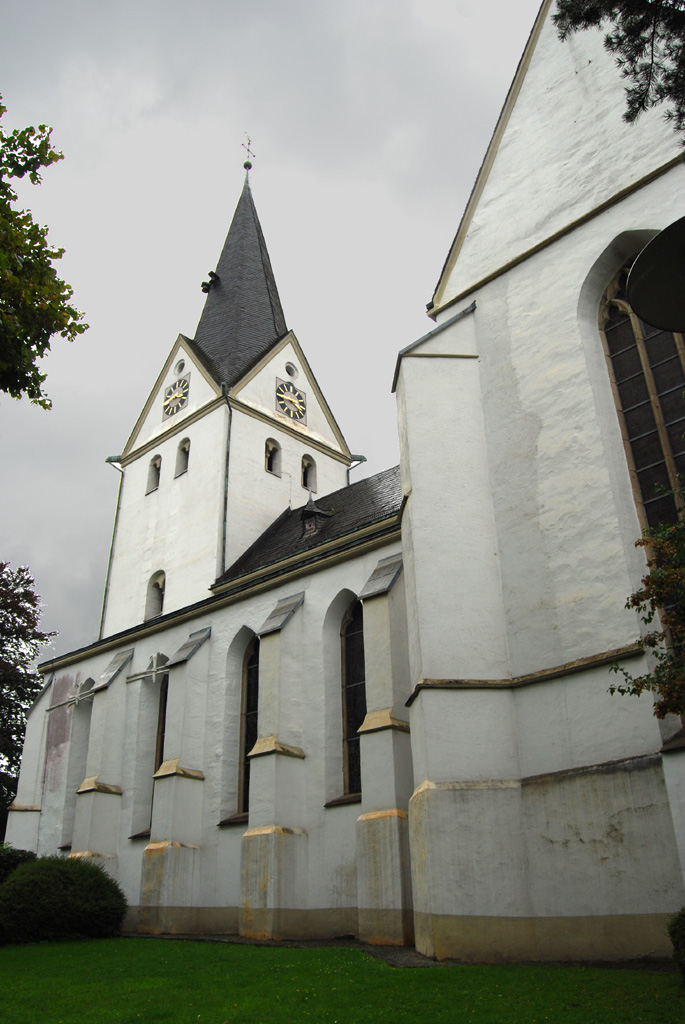
„Oberbergischer Dom“ zu Gummersbach, Südostansicht

Als Oberbergischer Dom wird gelegentlich die evangelische Kirche in Gummersbach im Oberbergischen Kreis (Nordrhein-Westfalen) bezeichnet. Sie liegt am Fuße des Kerbergs in der Gummersbacher Innenstadt. Es handelt sich dabei um die erste Kirche und Pfarrei im Gebiet zwischen Leppe, Dörspe und Agger. Die Kirchengemeinde Gummersbach gehört zum Kirchenkreis An der Agger in der Evangelischen Kirche im Rheinland.
Die erste urkundliche Nennung der Kirche stammt aus dem Jahr 1109, wo sie im Steuerregister des Kölner Severinsstiftes genannt wird. Der erste Bau der Kirche entstand jedoch bereits um das Jahr 850. Nicht belegt ist die Annahme, es handle sich bei der Gummersbacher Kirche um eine Gründung des Severinsstiftes. St. Severin wurde auch als Schutzpatron der Gummersbacher Kirche verehrt.
Die Kirche ist ein dreischiffiger romanischer Bruchsteinbau mit vorgelagertem Westturm und Langhaus des heutigen Baus aus dem 11. und 12. Jahrhundert, einem gotischen Querhaus aus der Mitte des 15. Jahrhunderts mit damals vorhandenen Wandmalereien und dreiseitig geschlossenem Chor.

## Geschichte
1963 fanden archäologische Untersuchungen der Kirche statt, die 1981 durch G. Walzik ausgewertet wurden. So konnten sechs Bau- bzw. Umbauphasen der Kirche festgestellt werden, die auch die Gummersbacher Stadtgeschichte beleuchten.

### Erster Bau um 850
Der erste Bau der Gummersbacher Kirche ist um das Jahr 850 zu datieren. Dabei handelte es sich um einen karolingischen Saalbau mit eingezogenem Rechteckchor. Der schlichte, einschiffige Bau hatte einen Innenraum von ca. 140 m². Angesichts der Tatsache, dass es sich bei Gummersbach damals nur um eine kleine Ansiedlung handelte, ist dies eine beachtliche Größe. Vermutlich handelte es sich um eine Kantonalkirche, die für einen sehr großen Pfarrsprengel gebaut war. Es ist davon auszugehen, dass diese Mutterkirche sehr schnell errichtet wurde.

### Erster Umbau um 1050
In den folgenden 200 Jahren entstanden in Ründeroth, Gimborn, Müllenbach, Lieberhausen und Wiedenest – den Außenbereichen der ersten Pfarrei – eigene Kapellen. Zudem war die Mutterkirche vermutlich baufällig geworden. So wurde die Kirche um das Jahr 1050 neu errichtet. Dieser Bau war mit ca. 66 m² deutlich kleiner – wohl durch den verkleinerten Pfarrsprengel –, allerdings handwerklich solider und architektonisch anspruchsvoller. Es handelte sich dabei um einen romanischen Saalbau mit halbrunder Apsis. Vermutlich wurde bereits damals der heutige Westturm gebaut. Der Turm diente der Repräsentation sowie der Zuflucht in Kriegszeiten. Deshalb wurde er stets von der örtlichen Gemeinde bezahlt.

### Zweiter Umbau um 1150
Während des Hochmittelalters wurde dieser Neubau erheblich ausgebaut und erweitert. Darin zeigen sich das Bevölkerungswachstum, ein gewisser Wohlstand sowie die zentrale Stellung Gummersbachs in der Region.
Um 1150 wurde die Kirche zum zweiten Mal umgebaut. Nun erschien sie als dreischiffige romanische Basilika mit Westturm, Querschiff und Ostapsiden. Im Ganzen war ihr Innenraum nun ca. 162 m² groß und übertraf damit die Größe des ersten Baus. In dieser Zeit wurden Ründeroth, Müllenbach, Wiedenest und Lieberhausen als Gemeinden selbstständig.

### Dritter Umbau um 1250
Bereits etwa 100 Jahre später wurde die Kirche ein weiteres Mal umgebaut. Dabei wurde sie durch den Anbau eines Querhauses nach Osten verlängert, sodass ihr Innenraum nun 222 m² betrug.

### Vierter Umbau um 1450
In den folgenden 200 Jahren erfolgen nur geringe Bautätigkeiten. Um 1450 wurde die Kirche erneut erweitert. Dabei wurde das Querschiff im gotischen Stil neugebaut und dabei vergrößert, sodass der Innenraum 270 m² maß. Der Grund dafür liegt vermutlich in der starken Volksfrömmigkeit der Zeit. Es entstand Platz für zusätzliche Heiligenaltäre, gotische Fenster mit Bildprogrammen und Wandmalereien. Letztere sind heute nur noch in der Decke des Chorgewölbes erhalten. Dies entspricht dem damaligen Bedürfnis, durch die Stiftung dieser Gegenstände sowie den Kauf von Ablassbriefen beim Jüngsten Gericht ein gnädiges Urteil zu erwirken.
Um 1520 wurde auch das stadtwärtige Seitenschiff gotisch erneuert.

### Fünfter Umbau um 1570
Ihr heutiges Baubild mit gotischem Kreuzrippengewölbe erhielt die Kirche im Wesentlichen nach dem Umbau um 1570. Das romanische Langhaus wurde gotisiert und das südliche romanische Kirchenschiff durch ein gotisches ersetzt. Lediglich das nördliche Kirchenschiff blieb romanisch. Bis heute ist es deutlich niedriger. Außerdem wurden fünf neue schmale spitzbogige Fenster eingebaut. Der Innenraum der Kirche war nun etwa 294 m² groß.

Die Einführung der Reformation führte zu Veränderungen der Kirchenausstattung führte, beispielsweise dem Übertünchen von Wandgemälden und der Entfernung der Seitenaltare.

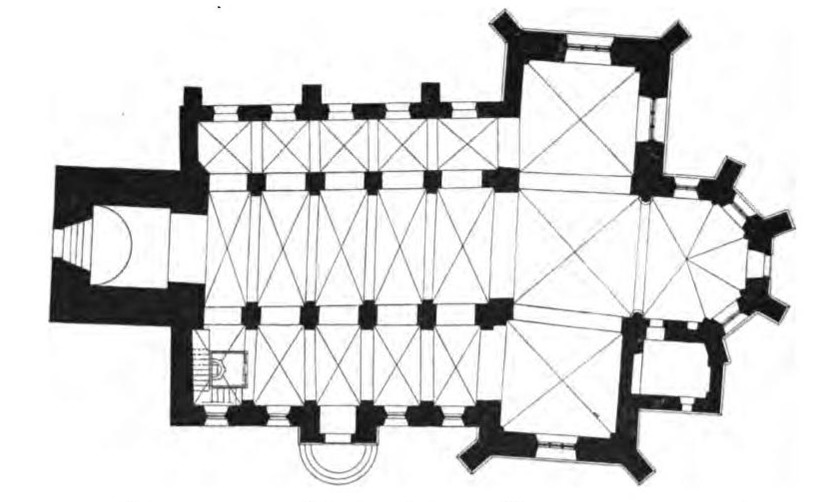
Grundriss aus dem Jahr 1900

### Weitere Umbauten und Renovierungen
Im Jahr 1813 wurden drei Emporen in der Kirche eingebaut, die 250 neue Sitzplätze boten. 1899 erfolgte eine weitere groß angelegte Renovierung nach Plänen des Gummersbacher Architekten Heinrich Kiefer. Dabei wurden im drei Emporentreppentürmen im neugotischen Stil an die Südseite gebaut und der Haupteingang ins nördliche Seitenschiff verlegt. Außerdem wurden die Fenster im nördlichen Querschiff auf die gleiche Größe wie die des südlichen Querschiffs verlängert. Der damalige Kirchmeister und Kesselfabrikbesitzer Carl Steinmüller stiftete sieben neue Kirchenfenster mit den Motiven „Der verlorene Sohn“, „Kindersegnung“, „Kreuzigung“, „Martin Luther“, „Philipp Melanchthon“, „Huldrych Zwingli“ und „Johannes Calvin“. Hinzu kam eine Erneuerung des Gestühls, die Einführung des elektrischen Lichts und einer Dampfheizung statt der bisherigen Kanonenöfen mit ihren langen Ofenrohren rechts und links neben dem Altar. Auf der Vierung wurde ein Dachreiter angebracht und die alten Grabsteine, die um das Jahr 1813 vom Friedhof in die Kirche geholt worden waren, wurden an der Wand des nördlichen Seitenschiffs angebracht.
Von 1964 bis 1969 kam es erneut zu Renovierungen, bei denen die Emporen und neugotischen Anbauten wieder entfernt wurden.
Im Jahr 1988  wurden die Kirchenfenster an der Südseite, die bislang aus einfachem Glas bestanden, mittels der Schenkung eines Gummersbacher Ehepaares durch wertvolle Buntglasfenster ersetzt. Der Entwurf des Künstlers Hermann Gottfried folgt dem Thema „Taufe Jesu“.
Als markanteste und für jeden weithin sichtbare Veränderung wurde das vormals freiliegende Bruchsteinmauerwerk außen beworfen und mit einem weißen Anstrich versehen. Bei den ebenfalls im Innenbereich erfolgten Anstricharbeiten wurden leider verschiedene Deckenbemalungen überdeckt. Erst in jüngerer Zeit wurden einige davon im Chorbereich wieder freigelegt.
Im Jahr 2010 erfolgte eine aufwändige Restaurierung der im Nazarener-Stil gestalteten, buntverglasten Kirchenfenster von 1900, die zudem mit einer Schutzverglasung nach außen hin versehen wurden. 2017 wurde bekannt, dass die Fassade und das Dach der Kirche in hohem Maße restaurierungsbedürftig waren. Im Jahr 2019 begann eine umfassende Sanierung, u. a. auch des Glockenturms.

## Innenausstattung
Die ältesten erhaltenen Gegenstände der Kirche sind zwei Kerzenleuchter aus Zinn aus der Frühzeit der Kirche.

### Taufstein
Der romanische Taufstein der Kirche stammt aus der ersten Hälfte des 13. Jahrhunderts. Er wurde aus Siebengebirgstrachyt geschaffen. Sein oberer Rand ist von einem gotischen Blattwerkfries umzogen. Nach Einschätzung von Fachleuten zählt er zu den schönsten erhaltenen Taufsteinen der Rheinprovinz.

### „Taufhäuschen“
Was heute als „Taufhäuschen“ bezeichnet wird, stellt ursprünglich ein hölzernes, gotisches Zimborium – ein von Säulen getragener Überbau über einem Altar, Grabmal o. Ä. – dar. Vermutlich wurde er im Zuge der Kirchenerweiterungen zwischen 1450 und 1520 geschaffen. Es ist das einzige Zimborium dieser Art, das im Oberbergischen erhalten geblieben ist. Auch im Rheinland finden sich nur wenige vergleichbare Stücke.
Ursprünglich wurde es vermutlich von einem Gemeindeglied gestiftet, das durch die Spende Gott gnädig stimmen wollte. Da diese Praxis jedoch den Einsichten der Reformation entgegenlief, wurde es vermutlich in den 1530er oder frühen 1540er Jahren aus der Kirche entfernt. Verrottungsspuren an den Bodenkanten der Umrandung weisen darauf hin, dass es längere Zeit im Freien stand. Vermutlich wurde es dabei von einem provisorischen Dach geschützt, war im Bodenbereich jedoch der Feuchtigkeit ausgesetzt. Experten gehen aufgrund der Holzqualität, den Verrottungsspuren und Restaurierungsarbeiten davon aus, dass dies etwa 40 Jahre lang der Fall war.
Durch Vikar Heinrich Gervershagen, der als der Reformator Gummersbach bezeichnet werden kann, wurde es im Jahr 1580 in ein Taufhäuschen umgewandelt. Darauf verweist die Inschrift: „Henricus Gervershagen, Vicarius et Sacellanus huius Ecclesiae 1580“. Des Weiteren ist der Satz angebracht „Jhesus Christus ist allein min Gerechteket, Leben und ewige Selikeit. Wirf din Anligen auf Got, dinen Heren, der wirt dich wol ernerren.“ mit dem Verweis auf Ps 55,23 , sowie die Bibelverse Röm 8,31b , Apg 4,12  und Hes 33,11 .
Bis 1964 Stand der Taufstein in diesem Taufhäuschen. Bei den Renovierungen wurde es schließlich entfernt.
Seit 1864 steht das Taufhäuschen wieder im Kirchraum. Pfarrer Becker ließ es restaurieren und die grauen Übermalungen befreien, um es anschließend aufzustellen.

### Altar, Kanzel und Orgel
Das lutherische Bekenntnis wird im Innenraum auch durch die prominente dreigliedriche Anordnung der Prinzipalstücke übereinander im vorderen Bereich der Kirche deutlich. Sakrament (Altar), Verkündigung (Kanzel) und Lobgesang (Orgel) sollten an hervorgehobener Stelle vor der Gemeinde stehen. Damit bedecken sie den Chorraum.
Im Jahr 1721 wurden Altar und Kanzel im bergischen Barock übereinander errichtet. 1784 wurde darüber eine Orgelbühne gebaut. Von der ehemaligen Kanzel am nordöstlichen Pfeiler des Langhauses zeugt heute nur noch der verbliebene Haken für den Kanzeldeckel.
Während der letzten großen Renovierung wurde im Jahr 1967 der Altar erneuert und die Farbe der Prinzipalstücke überarbeitet. Nun dominieren die Farben Rot und Gold.

#### Orgel
1785 erhielt die Kirche eine neue Orgel aus der Werkstatt der Brüder Johann Christian und Johann Gerhard Kleine und den dazugehörigen Orgelprospekt. Beides wurde 1926 renoviert. Das Gehäuse ist erhalten. 1983 baute die Fa. Karl Schuke eine neue Orgel in das historische Gehäuse (II/P 28).
Die Disposition der Orgel von Johann Christian Kleine aus dem Jahr 1785 lautete:
| I Manual C–f3 |                  |       |
| 1.            | Bordun           | 16′   |
| 2.            | Violdegamba      | 16′   |
| 3.            | Principal        | 08′   |
| 4.            | Offene Bordun    | 08′   |
| 5.            | Fleut Amour      | 08′   |
| 6.            | Violdegamba      | 08′   |
| 7.            | Octava           | 04′   |
| 8.            | Octava           | 02′   |
| 9.            | Nachthorn gedäkt | 04′   |
| 10.           | Sesquialter II   | 03′   |
| 11.           | Mixtur IV        | 02′   |
| 12.           | Cimbal II        | 01⁄2′ |
| 13.           | Cornetti IV D    | 01′   |
| 14.           | Basson B         | 16′   |
| 15.           | Trompet D        | 16′   |
| 16.           | Trompet          | 08′   |

| II Positiv C–f3 |                            |       |
| 17.             | Principal                  | 8′    |
| 18.             | Gedac                      | 8′    |
| 19.             | Quintadena                 | 8′    |
| 20.             | Violdegamba                | 8′    |
| 21.             | Undamaris (Lamento) (f–f3) | 8′    |
| 22.             | Ocatva                     | 4′    |
| 23.             | Fleut Traver               | 4′    |
| 24.             | Fugara (Violin)            | 4′    |
| 25.             | Ocatva                     | 2′    |
| 26.             | Scharff V                  | 1 ⁄2′ |
| 27.             | Musette B                  | 8′    |
| 28.             | Hoboe D                    | 8′    |
| 29.             | Voxhumana                  | 8′    |

| Pedal C–g |             |     |
| 30.       | Subbaß      | 16′ |
| 31.       | Violoncello | 16′ |
| 32.       | Principal   | 08′ |
| 33.       | Violoncello | 08′ |
| 34.       | Bassetto    | 04′ |
| 35.       | Posaun      | 16′ |
| 36.       | Trompet     | 08′ |

- Koppeln: II/I, I/P, II/P
- Nebenzug: Schwebung, Ventil

3 Bälge, 9’ lang und 4 1⁄2’ breit

### Glocken
Im Jahr 1574 wurde eine über 2 Tonnen schwere Glocke für die Gummersbacher Kirche gegossen. Diese „Posaune Gottes“ zerbarst nach einigen hundert Jahren. 1823 wurde sie durch die „Sturmglocke“ mit ähnlichem Gewicht ersetzt, die jedoch während des Zweiten Weltkriegs zu Rüstungszwecken eingeschmolzen wurde. Am 3. Juni 1979, dem Pfingstsonntag, wurde ihr Ersatz, die neu gegossene „Ewigkeitsglocke“ von 2016 kg, eingeweiht. Sie trägt die Inschrift: „Fürchte dich nicht! Ich bin der Erste und der Letzte und der Lebendige. Ich war tot, und siehe, ich bin lebendig von Ewigkeit zu Ewigkeit.“ (vgl. Offb 1,17 f ).
Bereits 1766 wurde die „Posaune Gottes“ um drei weitere kleine Glocken ergänzt: Eine Morgen- eine Mittags- und eine Abendglocke.